# Маркос Льоренте
Маркос Льоренте (ісп. Marcos Llorente, нар. 30 січня 1995, Мадрид) — іспанський футболіст, півзахисник мадридського «Атлетіко».

## Клубна кар'єра
Народився 30 січня 1995 року в місті Мадрид. Розпочав грати у футбол в скромних іспанських командах з нижчих дивізіонів. У віці 13 років він перейшов у академію «Реалу Мадрид» у 2008 році. У сезоні 2014/15 Маркос дебютував за другу команду «королівського клубу» — «Кастілью» і провів за неї в першому сезоні двадцять п'ять зустрічей.
Дебютував за першу команду «Реалу» у Ла Лізі 17 жовтня 2015 року в матчі проти «Леванте». Всього того сезону зіграв за основу «вершкових» 2 матчі у чемпіонаті і один у кубку. Також був заявлений на матч за Суперкубок УЄФА проти «Севільї», який відбувся 9 серпня 2016 року, де «королівський клуб» здобув черговий трофей. Сам Маркос не брав участі в поєдинку, але отримав медаль переможця цього турніру. Натомість більшість часу Льоренте продовжив грати за «Кастілью», провівши 37 матчів (3 голи) у Сегунді Б.
11 серпня 2016 року на правах оренди на один рік перейшов у «Алавес». З командою Маркос став фіналістом Кубка Іспанії, де поступився саме «Реалу».
Влітку 2017 року Льоренте повернувся до складу клубу «Реал Мадрид». 23 вересня 2017 року контракт Льоренте був продовжений до 2021 року. Станом на 12 листопада 2017 відіграв за королівський клуб 5 матчів в національному чемпіонаті. В кінці 2018, після того, як тренером «Реала» став Сантьяго Соларі, став потрапляти в основу команди. Також став одним з найкращих гравців фіналу Клубного чемпіонату світу 2018 року.
20 червня 2019 року Маркос Льоренте підписав 5-річний контракт з мадридським «Атлетіко», якому перехід 24-річного півзахисника обійшовся у 40 мільйонів євро.

## Виступи за збірні
2014 року дебютував у складі юнацької збірної Іспанії, взяв участь у 4 іграх на юнацькому рівні.
Протягом 2016—2017 років залучався до складу молодіжної збірної Іспанії, разом з якою став срібним призером молодіжного Євро-2017. На молодіжному рівні зіграв у 9 офіційних матчах.

## Статистика виступів

### Статистика клубних виступів
Станом на 14 листопада 2022 року
| Сезон                            | Команда                          | Чемпіонат                        | Чемпіонат | Чемпіонат | Національний кубок | Національний кубок | Національний кубок | Континентальні кубки | Континентальні кубки | Континентальні кубки | Інші змагання | Інші змагання | Інші змагання | Усього за | Усього за |
| Сезон                            | Команда                          | Ліга                             | Ігор      | Голів     | Ліга               | Ігор               | Голів              | Ліга                 | Ігор                 | Голів                | Ліга          | Ігор          | Голів         | Ігор      | Голів     |
| -------------------------------- | -------------------------------- | -------------------------------- | --------- | --------- | ------------------ | ------------------ | ------------------ | -------------------- | -------------------- | -------------------- | ------------- | ------------- | ------------- | --------- | --------- |
| 2014–15                          | «Реал Мадрид Кастілья»           | СДБ (ІІІ)                        | 25        | 0         | -                  | -                  | -                  | -                    | -                    | -                    | -             | -             | -             | 25        | 0         |
| 2015–16                          | «Реал Мадрид Кастілья»           | СДБ (ІІІ)                        | 33+4      | 3+0       | -                  | -                  | -                  | -                    | -                    | -                    | -             | -             | -             | 36        | 3         |
| Усього за «Реал Мадрид Кастілья» | Усього за «Реал Мадрид Кастілья» | Усього за «Реал Мадрид Кастілья» | 58+4      | 3         |                    | -                  | -                  |                      | -                    | -                    |               | -             | -             | 62        | 3         |
| 2015–16                          | «Реал Мадрид»                    | ПД                               | 2         | 0         | КІ                 | 1                  | 0                  | ЛЧ                   | 0                    | 0                    | -             | -             | -             | 3         | 0         |
| 2016–17                          | «Алавес»                         | ПД                               | 32        | 0         | КІ                 | 6                  | 0                  | -                    | -                    | -                    | -             | -             | -             | 38        | 0         |
| 2017–18                          | «Реал Мадрид»                    | ПД                               | 13        | 0         | КІ                 | 6                  | 0                  | ЛЧ                   | 1                    | 0                    | СУ+СІ+КЧС     | 0+0+0         | 0             | 20        | 0         |
| 2018–19                          | «Реал Мадрид»                    | ПД                               | 7         | 0         | КІ                 | 5                  | 1                  | ЛЧ                   | 2                    | 0                    | СУ+КЧС        | 0+2           | 0+1           | 16        | 2         |
| Усього за «Реал Мадрид»          | Усього за «Реал Мадрид»          | Усього за «Реал Мадрид»          | 22        | 0         |                    | 12                 | 1                  |                      | 3                    | 0                    |               | 2             | 1             | 39        | 2         |
| 2019–20                          | «Атлетіко»                       | ПД                               | 29        | 3         | КІ                 | 1                  | 0                  | ЛЧ                   | 4                    | 2                    | СІ            | 2             | 0             | 36        | 5         |
| 2020–21                          | «Атлетіко»                       | ПД                               | 37        | 12        | КІ                 | 0                  | 0                  | ЛЧ                   | 8                    | 1                    | -             | -             | -             | 45        | 13        |
| 2021–22                          | «Атлетіко»                       | ПД                               | 29        | 0         | КІ                 | 1                  | 0                  | ЛЧ                   | 9                    | 0                    | СІ            | 1             | 0             | 40        | 0         |
| 2022–23                          | «Атлетіко»                       | ПД                               | 8         | 1         | КІ                 | 1                  | 0                  | ЛЧ                   | 3                    | 0                    | -             | -             | -             | 12        | 1         |
| Усього за «Атлетіко»             | Усього за «Атлетіко»             | Усього за «Атлетіко»             | 103       | 16        |                    | 3                  | 0                  |                      | 24                   | 3                    |               | 3             | 0             | 133       | 19        |
| Усього за кар'єру                | Усього за кар'єру                | Усього за кар'єру                | 219       | 19        |                    | 21                 | 1                  |                      | 27                   | 3                    |               | 5             | 1             | 272       | 24        |

### Статистика виступів за збірну
Станом на 6 грудня 2022 року
| Дата       | Місто           | Господарі  | Результат               | Гості      | Турнір                                    | Голи | Примітки |
| ---------- | --------------- | ---------- | ----------------------- | ---------- | ----------------------------------------- | ---- | -------- |
| 11-11-2020 | Амстердам       | Нідерланди | 1 – 1                   | Іспанія    | товариський матч                          | -    | 72'      |
| 25-3-2021  | Гранада         | Іспанія    | 1 – 1                   | Греція     | Відбір до ЧС 2022                         | -    |          |
| 28-3-2021  | Тбілісі         | Грузія     | 1 – 2                   | Іспанія    | Відбір до ЧС 2022                         | -    | 65'      |
| 31-3-2021  | Севілья         | Іспанія    | 3 – 1                   | Косово     | Відбір до ЧС 2022                         | -    |          |
| 4-6-2021   | Мадрид          | Іспанія    | 0 – 0                   | Португалія | товариський матч                          | -    |          |
| 14-6-2021  | Севілья         | Іспанія    | 0 – 0                   | Швеція     | ЧЄ 2020 - груповий етап                   | -    |          |
| 19-6-2021  | Севілья         | Іспанія    | 1 – 1                   | Польща     | ЧЄ 2020 - груповий етап                   | -    |          |
| 2-7-2021   | Санкт-Петербург | Швейцарія  | 1 – 1 д.ч. (1 – 3 п.п.) | Іспанія    | ЧЄ 2020 - чвертьфінал                     | -    | 90+1'    |
| 6-7-2021   | Лондон          | Італія     | 1 – 1 д.ч. (4 – 2 п.п.) | Іспанія    | ЧЄ 2020 - півфінал                        | -    | 85'      |
| 2-9-2021   | Сульна          | Швеція     | 2 – 1                   | Іспанія    | Відбір до ЧС 2022                         | -    | 75'      |
| 5-9-2021   | Бадахос         | Іспанія    | 4 – 0                   | Грузія     | Відбір до ЧС 2022                         | -    |          |
| 8-9-2021   | Приштина        | Косово     | 0 – 2                   | Іспанія    | Відбір до ЧС 2022                         | -    | 86'      |
| 29-3-2022  | Ла-Корунья      | Іспанія    | 5 – 0                   | Ісландія   | товариський матч                          | -    |          |
| 2-6-2022   | Севілья         | Іспанія    | 1 – 1                   | Португалія | Ліга націй УЄФА 2022—2023 - груповий етап | -    | 81'      |
| 5-6-2022   | Прага           | Чехія      | 2 – 2                   | Іспанія    | Ліга націй УЄФА 2022—2023 - груповий етап | -    | 72'      |
| 9-6-2022   | Лансі           | Швейцарія  | 0 – 1                   | Іспанія    | Ліга націй УЄФА 2022—2023 - груповий етап | -    | 80'      |
| 24-9-2022  | Сарагоса        | Іспанія    | 1 – 2                   | Швейцарія  | Ліга націй УЄФА 2022—2023 - груповий етап | -    | 70'      |
| 6-12-2022  | Ер-Раян         | Марокко    | 0 – 0 д.ч. (3 – 0 п.п.) | Іспанія    | ЧС 2022 - 1/8 фіналу                      | -    |          |
| Усього     |                 | Матчів     | 18                      |            | Голів                                     | 0    |          |

| Дата       | Місто         | Господарі  | Результат | Гості              | Турнір                             | Голи | Примітки |
| ---------- | ------------- | ---------- | --------- | ------------------ | ---------------------------------- | ---- | -------- |
| 10-10-2016 | Понтеведра    | Іспанія    | 5 – 0     | Естонія            | Кваліфікація молодіжного Євро-2017 | -    |          |
| 11-11-2016 | Санкт-Пельтен | Австрія    | 1 – 1     | Іспанія            | Кваліфікація молодіжного Євро-2017 | -    | 71'      |
| 15-11-2016 | Альбасете     | Іспанія    | 0 – 0     | Австрія            | Кваліфікація молодіжного Євро-2017 | -    | 90+4'    |
| 23-3-2017  | Мурсія        | Іспанія    | 3 – 1     | Данія              | Товариський матч                   | -    | 69'      |
| 27-3-2017  | Рим           | Італія     | 1 – 2     | Іспанія            | Товариський матч                   | -    |          |
| 17-6-2017  | Гданськ       | Іспанія    | 5 – 0     | Північна Македонія | Молодіжне Євро-2017 - 1-й етап     | -    |          |
| 20-6-2017  | Гдиня         | Португалія | 1 – 3     | Іспанія            | Молодіжне Євро-2017 - 1-й етап     | -    |          |
| 27-6-2017  | Краків        | Італія     | 1 – 3     | Іспанія            | Молодіжне Євро-2017 - півфінал     | -    |          |
| 30-6-2017  | Краків        | Німеччина  | 1 – 0     | Іспанія            | Молодіжне Євро-2017 - Фінал        | -    | 54', 83' |
| Усього     |               | Матчів     | 9         |                    | Голів                              | 0    |          |

## Титули і досягнення
«Реал Мадрид»
- Переможець Ліги Чемпіонів УЄФА: 2017-18
- Володар Суперкубка УЄФА: 2016, 2017
- Володар Суперкубка Іспанії:  2017
- Переможець Клубного чемпіонату світу: 2017, 2018

«Атлетіко»
- Чемпіон Іспанії: 2020-21

## Особисте життя
Гравець належить до відомої династії Льоренте-Хенто, професійних баскетболістів та футболістів, які тісно пов'язані з клубом «Реал Мадрид». Марк належить до четвертого покоління і є сином Пако Льоренте та племінником Хуліо Льоренте, які також виступали у складі футбольного клубу «Реал Мадрид». Так само його два інших дядька, Хосе Луїс Льоренте і Тоньїн Льоренте, грали за баскетбольний клуб «Реал Мадрид». Всі вони є племінниками Франсіско Хенто, також колишнього футболіста «Реалу» та його почесного президента з 2015 року. Його два брати Хуліо та Антоніо, також футболісти. По материнській лінії він онук Рамона Гроссо, також футболіста «Реала».